# پناهگاه ملی حیات وحش
پناهگاه ملی حیات وحش (انگلیسی: National Wildlife Refuge) یکی از انواع مشخص مناطق حفاظت‌شده ایالات متحده است که توسط خدمات شیلات و حیات‌وحش ایالات متحده مدیریت می‌شود. سامانه پناهگاه‌های ملی حیات وحش، سامانه مدیرت اراضی و آب‌های عمومی است که هدف آن حفاظت از شیلات، حیات وحش و گیاهان آمریکا است. از زمان ریاست جمهوری تئودور روزولت و اعلام پناهگاه ملی حیات وحش جزیره پلیکان در فلوریدا به عنوان نخستین پناهگاه ملی حیات وحش در سال ۱۹۰۳، این سامانه گسترش یافته و اکنون شامل ۵۶۸ پناهگاه ملی حیات وحش و ۳۸ تالاب است که مساحت آن‌ها به ۶۰۷٬۰۲۸ کیلومتر مربع می‌رسد.